# Oratório de Nossa Senhora de Fátima da Rua Longa
O Oratório de Nossa Senhora de Fátima da Rua Longa é um oratório português localizado no sítio da Rua Longa à freguesia dos Biscoitos, concelho da Praia da Vitória, ilha Terceira, Açores.
Este oratório é relativamente recente dado que remonta apenas a 13 de Maio de 1964 e foi construído pela iniciativa de um grupo de professores do ensino primário que davam aulas na escola da freguesia dos Biscoitos.
A construção do nicho e a aquisição da imagem foram pagas pelo paroquiano Agostinho Coelho Ferreira.